# Sander Dekker

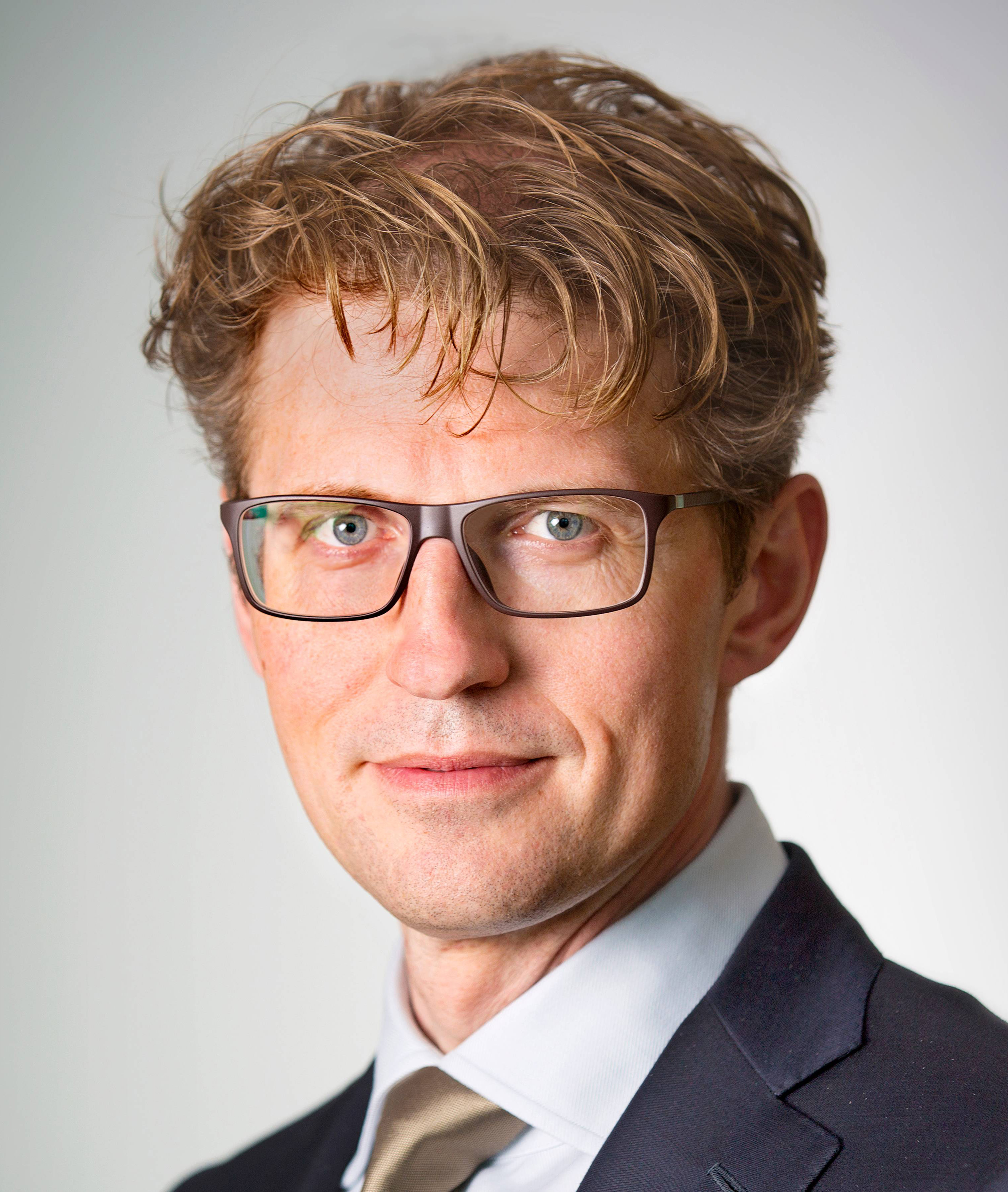
Sander Dekker (2015)

Sander Dekker (* 9. Februar 1975 in Den Haag) ist ein niederländischer Politiker der VVD. Von Oktober 2017 bis Januar 2022 war er Minister für Rechtsschutz im Kabinett Rutte III.

## Leben
Von 2010 bis 2012 war er Beigeordneter für Finanzen im Stadtrat von Den Haag. Von November 2012 bis Oktober 2017 war er Staatssekretär im Kultusministerium im Kabinett Rutte II. Bei den niederländischen Gemeinderatswahlen 2006 und 2010 war er jeweils Spitzenkandidat seiner Partei.